# Batalha da Ilha Rennell
A Batalha da Ilha Rennell teve lugar em 29 e 30 de janeiro de 1943, e foi a última grande batalha naval entre a Marinha dos Estados Unidos e da Marinha Imperial Japonesa durante a longa campanha de Guadalcanal, nas Ilhas Salomão, durante a Segunda Guerra Mundial. A batalha ocorreu no Pacífico Sul entre a ilha Rennell e Guadalcanal, no sul das Ilhas Salomão. Nos combates, a marinha japonesa conseguiu forçar os americanos a recuar temporariamente, protegendo a operação para evacuar suas forças terrestres de Guadalcanal.